# Mats Dahlberg
För andra betydelser, se Mats Dahlberg (olika betydelser).
Mats William "Dalton" Dahlberg, född 14 mars 1957, är en svensk trummis.
Dahlberg spelade på hårdrocksgruppen Treats första skiva Scratch and Bite (1985). Sedan han hoppat av Treat hösten 1985 bildade han sitt eget band, Dalton. Han har även spelat i andra band som Power och Speedy Gonzales.